# Shasta County
Shasta County is een county in Californië in de VS. Het was een van de eerste county's en werd gevormd in 1850. Delen van de county werden aan Siskiyou County gegeven in 1852 en aan Tehama County in 1856.
Zijn naam kreeg het van Mount Shasta. "Shasta" komt van het Engelse synoniem voor een indiaanse stam die ooit in dat gebied leefde. Oorspronkelijk maakte Mount Shasta deel uit van de county maar nu ligt deze in Siskiyou County.

## Geografie
De county heeft een totale oppervlakte van 9965 km² (3847 mijl²) waarvan 9804 km² (3785 mijl²) land is en 161 km² (62 mijl²) of 1.62% water is.

### Aangrenzende county's
- Tehama County - zuiden
- Trinity County - westen
- Siskiyou County - noorden
- Modoc County - noordoost
- Lassen County - oosten
- Plumas County - zuidoost

### Steden en dorpen
- Anderson
- Big Bend
- Burney
- Cottonwood
- Fall River Mills
- French Gulch
- Igo
- Lakehead-Lakeshore
- McArthur
- Millville
- Montgomery Creek
- Ono
- Palo Cedro
- Platina
- Redding
- Round Mountain
- Shasta Lake
- Shingletown